# Arborimus
Arborimus é um gênero de roedores da família Cricetidae.

## Espécies
- Arborimus albipes (Merriam, 1901)
- Arborimus longicaudus (True, 1890)
- Arborimus pomo (Johnson & George, 1991)